# Kémeri (televíziós sorozat)
A Kémeri egy 1985 nyarán bemutatott magyar tévésorozat, Székhelyi József főszereplésével. Az egymástól független cselekményű és közel mozifilm hosszúságú öt epizódban Dr. Kémeri Ferenc ügyvéd és magánnyomozó kalandjait ismerhetjük meg 1921-től 1944-ig. 
A bűnügyi, drámai és vígjátéki elemeket is tartalmazó sorozatban igen nagy hangsúlyt fektettek a karakterek személyiségjegyeire, mint Kémeri lustasága, humoros beszólásai, állandó gyomorfájása, álöltözékei, vagy házvezetőnője, az egykori okirathamisító Erna bőbeszédűsége, anyáskodása természete, kettejük állandó civakodása. Állandó karakter még a túlzottan becsületes és egyenes, a politikai játszmákat rosszul tűrő Bánát Péter rendőrfőkapitány-helyettes, Kémeri barátja és egykori egyetemi hallgatótársa. 

## Cselekmény
Noha az epizódok cselekménye teljes egészében fikció, mindegyik mögött valós történelmi esemény húzódik. Az első rész történelmi háttere IV.Károly visszatérési kísérlete, a másodiké az olaszországi fasizmus kezdete, a harmadiké a biatorbágyi vasúti merénylet, a negyediké Edward walesi herceg és brit trónörökös 1935-ös budapesti látogatása, az utolsóé a német megszállás és a zsidóüldözés korszaka. 

### 1. rész: Az ellopott arany (65 perc)
1921. Gédike, a dúsgazdag bankár a háború alatti lelkiismeretlen hadiszállításokból gazdagodott meg. Egy este holtan találják banki dolgozószobájában. Noha a gyilkosság teljesen egyértelmű, a rendőrség politikai okokból öngyilkosságot állapít meg, azonban az özvegy nem hisz ebben, azért se, mert a bank pincéjéből ugyanekkor széfrobbantással elraboltak 19 értékes aranyrudat is. Mivel a bankár életbiztosítása nem vonatkozik öngyilkosságra, az özvegy a biztosítási összegtől is elesik. Felkeresi régi ismerősét, Kémeri magánnyomozót, hogy derítse ki az igazságot, siker esetén jutalma a megmaradt huszadik aranyrúd. 
A nyomozás folyamatos akadályokba ütközik. A bank tagadja az aranyrudak eltűnését, nem kapja meg a bonctani jelentést, mert azt felsőbb utasításra meghamisították. Bánát, a rendőrfőnök helyettese, egyben Kémeri régi jóbarátja próbálna komoly nyomozást folytatni, de a nyilvánvaló bizonyítékok ellenére szintén felsőbb utasításra le kell zárnia az ügyet. Kémeri nyomozása a darutollas különítményesekhez és egy bankárhoz, Dedinszky Károlyhoz vezetnek. Kiderül, az aranyrudakat Gédike egy befektető alapítványtól sikkasztotta, hogy azokat majd Bécsbe juttassák, IV.Károly visszatérési kísérletének anyagi finanszírozására. A bankár azonban egy önbetöréssel magának akarta megtartani az aranyat, ezért megbízói végeztek vele, majd az aranyrudakat Dedinszky bankjában rejtették el. 
Miután Dedinszkynél Kémeri svájci nyomozónak adja ki magát, aki a Kormányzó tudtával és beleegyezésével nemzetközi nyomozást folytat, az aranyrudakat a darutollasok gyorsan és titokban átszállítják a bankból a székhelyükre, egy szálloda pincéjébe, ám Erna apácának álcázva követi őket. Kémeri Bánát segítségével visszaszerzi az aranyrudakat, Gédike gyilkosát tűzharcban lelövik, így a szomorú özvegy is megkapja a kártérítést, amire már semmi szüksége, mert ekkorra már a dúsgazdag Dedinszky bankár menyasszonya...

### 2. rész: A nuncius látogatása (70 perc)
Az esztergomi képtárban éjjelente furcsa zajokat és villódzásokat észlelnek, de amikor belépnek, nincs ott senki. Azt is észrevették, hogy néhány kép színe megváltozott, fakóbb lett. A rejtély megoldása Kémerire hárul, aki kideríti, hogy éppen az évszázad legnagyobb képlopása zajlik, a behatolók éjjelente hamisítványokra cserélik az eredetieket. Ráadásul a közeljövőben érkezik a pápai nuncius, akinek első útja a képtárba vezet, tehát addigra meg kell találni az igazi képeket. 
Mivel a bűnözőknek belső segítőre is szükségük volt, az álruhákban is kiváló Kémeri papnak álcázva magát beépül az egyházi szervezetbe, majd kinyomozza az áruló személyét és a már ellopott képek hollétét. A szálak azonban igen magasra és egészen az olasz titkosszolgálatig vezetnek, ezért a képek visszaszerzése nyíltan nem lehetséges. Egyetlen lehetőség: az ellopott képeket úgy visszaszerezni, hogy azt a képlopás megrendelője se vegye észre. A hamisítványokra cserélt és ellopott eredetieket újabb hamisítványokra cserélve kell visszalopni, ebben Kémeri kiváló segítője Lüke Díró és Pinokkió, az ország két legjobb képhamisítója. 
Borsányi gróf kastélyának a külső helyszíne a ráckeresztúri Pázmándy-Brauch kastély, a belső jelenetek a kandallóval, körlépcsőházzal, vörös ajtóval a Múzeum utcai Kossuth klubban készültek. A Nuncius látogatása a sorozat legkönnyedebb és leghumorosabb epizódja. 

### 3. rész: Statárium (63 perc)
1932-ben járunk. A biatorbágyi merénylet után kihirdették Magyarországon a statáriumot. Mivel statárium idején egy magánnyomozó és ügyvéd számára nem sok lehetőség kínálkozik, Kémeri átmenetileg visszavonul az üzlettől és könyvet ír, bár jobbára csak lustálkodik. A statárium óta továbbra is több vonatrobbantás történt az országban, ezért Kémerit felkeresi egyik kollégája, aki megbízza őt, derítse ki, hogy kik állnak a merényletek hátterében, mert elítélt tettesek nélkül az áldozatok családja nem jut hozzá az esetleges biztosítási kártérítéshez. 
A nyomok a robbanóanyagokhoz könnyebben hozzáférő Rimamurányi Barnaszén Részvénytársasághoz és a szélsőséges Fehér Szarvas Bajtársi Szövetséghez vezetnek, a robbantások célja, hogy egyrészt a gyanút a kommunistákra terelje, másrészt tehetetlennek és inkompetensnek mutassa a kormányt, ezzel elősegítve egy szélsőséges hatalomváltást. Kémeri rájön, hogy a túl magas politikai kapcsolatok miatt a merénylőket csak közvetlen tettenéréssel lehet elkapni, ezért miután nyomot fognak, nem avatkoznak közbe, csak követik a merénylőket a vonatra. A vonat felrobbantását az utolsó pillanatban sikerül csak megakadályozni, eközben Kémeri és Bánát élete is veszélybe kerül. A tettesek egy részét elfogják, de mivel a szálak túl magasra vezetnek, egyikük sem kap jelentős büntetést.   

### 4. rész: Stella (64 perc)
1935, Edward wales-i herceg és trónörökös Budapestre érkezik. Jövetelének célja nem diplomácia, hanem kizárólag néhány éjszakai szórakozóhely meglátogatása. Egy német titkosügynök egykori és azóta mellőzött különítményeseket toboroz abból a célból, hogy a herceg élve ne távozhasson az országból. Ennek oka, hogy Németország Edward helyett testvérét látná szívesebben a brit trónon. 
A gyilkosságot a Savanna bár nevű szórakozóhelyen tervezik végrehajtani. Kémeri évekkel korábban megvédett egy fiatal táncosnőt, akit gyilkosság alapos gyanúja miatt akartak elítélni. A merénylők ezt a lány zsarolják meg azzal, hogy segítsen nekik a herceg meggyilkolásában, különben perújrafelvételt kérnek és börtönbe juttatják. A lány Kémeri segítségét kéri. A terv szerint Stella és Edward a bár szeparéjában különvonulnak, megbeszélt időben Stella kinyitja az ajtót, a merénylő lő, majd elhagyja a helyszínt és az országot. Edward helyett azonban a felkészült Kémeri várja a merénylőt, akit letartóztatnak. Edward számára addig más szórakozást találnak, végig kell néznie a Nemzeti Múzeum gyűjteményét...
A Savanna bár zenekara a Bergendy Szalonzenekar. 

### 5. rész: Embercsempészek (65 perc)
1944, a németek bejöttek Magyarországra. A leggazdagabb zsidó családok hallgatólagos állami segítséggel hagyják el az országot, a szegények sorsa nem kétséges. A közepesen gazdagok számára egy embercsempész banda  marad. Az ügy teljesen tisztának tűnik, fizetni csak utólag, Svájcban kell, majd a család számára egy üzenetet kell küldeni a biztonságos megérkezésről. Egy textilgyáros is ezen az úton menekült Svájcba, felesége a megérkezéséről szóló jel után két héttel követné. Több gyanús jel viszont arra utal, hogy a férj valójában sosem érkezett meg, ezért a feleség Kémeri segítségét kéri. 
A nyomok egy ügyvédi irodához és az azt vezető, látszólag feddhetetlen és úriember egykori katonatiszthez vezetnek. A következő transzportban Kémeri titokban helyet cserél az egyik menekülővel, majd egy teherautón elindulnak a határ felé, az időközben mondvacsinált okokból nyugdíjazott Bánát autón követi őket. Egy néptelen helyen kiszállítják, majd veréssel és puskatussal a megérkezési jelszó és értékeik átadására kényszerítik őket. Sorsuk nem lenne kétséges, ha Bánát fegyverrel nem avatkozna be. Lövöldözés tör ki, az embercsempészeket lelövik. A társaság szállna vissza a teherautóra, ám az egyik, csak megsebesült csendőr hátulról rálő Kémerire. 
Mikor Bánát és Erna meglátogatják Kémeri sírját, megdöbbenve látják, hogy a temető kapujában egy Kémerire megdöbbentően hasonló koldus kéreget. Az adományt azzal köszöni meg, hogy „feltámadunk, feltámadunk“...

## Főszereplők
- Székhelyi József (Dr. Kémeri Ferenc, ügyvéd és magánnyomozó). Nyomozásai során több figurát jelenít meg, hisz Kémeri specialitása az álcázás és az álruha.
- Tábori Nóra (Tölgyes Erna, Kémeri házvezetőnője, egykori okirathamisító)
- Szilágyi Tibor (Bánát Péter rendőrkapitány-helyettes, Kémeri barátja és egykori egyetemi hallgatótársa)

## Epizódszereplők
A mellékszerepekben is neves színészeket láthatunk, a feltűnik többek között például Bárdy György, Csákányi László, Mádi Szabó Gábor, Mensáros László. Vannak színészek, akik több epizódban is feltűnnek, de más szerepben, pl. Lőte Attila, Horesnyi László, Basilides Zoltán, Greguss Zoltán, Mezey Lajos, Nagy István.
- Bicskey Károly (Rendőrfőkapitány)
- Ujlaki Dénes (Bencés, nagybajszú rendőrnyomozó)
- Csurka László (Esztergályos, nagydarab nyomozó)
- Leisen Antal (Kovács, balfácán nyomozó)

### Az ellopott arany
- Horváth Gyula (Gédike Albert, bankár)
- Bánsági Ildikó (Gédike felesége, majd özvegye)
- Bárdy György (Dedinszky Károly, bankár)
- Mensáros László (királypárti ezredes)
- Bánhidi László (rendőrségi fogalmazó)
- Greguss Zoltán (vendég Gédike házában)
- Basilides Zoltán (Puriesz Ottó, a bankrablás szemtanúja)
- Máday György (Jenői, félszemű főhadnagy)
- Farkas Antal (Terényi Béla, mackós)
- Szilágyi István (Kishuták, mackós)
- Uri István (Németh Kiss Aurél, gyilkos)
- Olvasztó Imre (rikkancs)
- Borbáth Ottília (Jenő felesége)
- Kun Vilmos (Suhajda professzor)

### A nuncius látogatása
- Mádi Szabó Gábor (Farkas Dániel, esztergomi prelátus)
- Herczeg Csilla (Kiss Julianna, a képtár katalogizátora)
- Greguss Zoltán (Borsányi alezredes, vidéki nemes)
- Csákányi László („Lüke“ Díró, képhamisító)
- Horesnyi László (Pius atya, esztergomi pap)
- Szakács Géza (Pinokkió)
- Farády István (Antonio atya)
- Bencze Ferenc (orvos)
- Kéry Gyula (inas)
- Csányi János (Pici úr, nyomozó)
- Hável László (pincér)

### Statárium
- Bodor Tibor (Borbinszky Szilárd, a károsultakat képviselő ügyvéd)
- Tolnai Miklós (Mecsek Gábor, a Rimamurányi Barnaszén RT főrészvényese, a Fehér Szarvas Bajtársi Egyesület elnöke, a merényletek fő szervezője)
- Eszenyi Enikő (Borbély Franciska, Mecsek titkárnője és  barátnője)
- Basilides Zoltán (Vitéz Soós Arisztid, szélsőséges politikus)
- Dózsa László (Armath Gusztáv, vonatrobbantó, Fehér Szarvas tag)
- Némethy Ferenc (Löbl Samu, robbantási szakember)
- Szatmári István (szélsőséges politikus)
- Kárpáti Tibor (Armath Gusztáv megmérgezője)
- Cseke Péter (Becsek, „sportsman“, a második robbantó)
- Kautzky József (a nyúlgerinc miatti veszekedő Fehér Szarvas tag)
- Ujlaky László (Dr. Tasnádi Tivadar alezredes, rendőrorvos)

### Stella
- Rák Kati (Stella, táncosnő)
- Kállay Ilona (Miss Maud, night club tulajdonos)
- Bálint András (Walesi herceg)
- Kaló Flórián (Lord Killmercock, a herceg szárnysegéde)
- Horesnyi László (Jerry Smith)
- Lőte Attila (Kisbereki)
- Dunai Tamás (Neumann, német ügynök, a merénylet szervezője)
- Vogt Károly (Kiss Egon, tartalékos százados, merénylő)
- Mécs Károly (Kolczonay, tartalékos zászlós, merénylő)

### Embercsempészek
- Tyll Attila (Bónis Ferdinánd, „embercsempész“)
- Hernádi Judit (Keceli Ilona, menekülő)
- Bánffy György (Kornis Aladár, menekülő gyártulajdonos)
- Káldi Nóra (Kornis Aladárné)
- Böröndi Tamás (Zay Gusztáv, transzvesztita művész, menekülő)
- Horesnyi László (Tóth István, Kornis régi barátja, kommunista menekülő)
- Lőte Attila (Szombathelyi Péter, Bónis bűntársa)

## Érdekesség
A közel 25 évet átfogó cselekmény forgatása idején Székhelyi József 38-39 éves volt.

## DVD
A film megjelent  2 részes DVD-n. A lemezek tartalma a következő:
Az első lemezen
- Az ellopott arany
- A nuncius látogatása
- Statárium

A második lemezen
- Stella
- Embercsempészek